# Canoa/kayak ai Giochi della XI Olimpiade - F2 10000 metri
La competizione del F2 (Kayak smontabile) 10000 metri di Canoa/kayak ai Giochi della XI Olimpiade si è disputata il giorno 7 agosto 1936 al bacino di Grünau, Berlino.

## Risultati
| Pos.    | Nazione        | Atleti                            | Tempo   |
| ------- | -------------- | --------------------------------- | ------- |
| Oro     | Svezia         | Sven Johansson Erik Bladström     | 45'48"9 |
| Argento | Germania       | Willy Horn Erich Hanisch          | 45'49"2 |
| Bronzo  | Paesi Bassi    | Piet Wijdekop Cor Wijdekop        | 46'12"4 |
| 4       | Austria        | Adolf Kainz Alfons Dorfner        | 46'26"1 |
| 5       | Cecoslovacchia | Otakar Kouba Ludvík Klíma         | 47'46"2 |
| 6       | Svizzera       | Eugen Knoblauch Emil Bottlang     | 47'54"4 |
| 7       | Stati Uniti    | John Lysak James O'Rourke         | 49'46"0 |
| 8       | Belgio         | Armand Pagnoulle Charles Pasquier | 49'57"1 |
| 9       | Gran Bretagna  | Alex Brearley John Dudderidge     | 50'12"0 |
| 10      | Canada         | Stanley Potter Frank Willis       | 50'31"9 |
| 11      | Jugoslavia     | Metod Gabršček Bojan Savnik       | 50'36"4 |
| 12      | Ungheria       | István Kolnai Tibor Poór          | 50'46"4 |
| 13      | Lussemburgo    | André Zimmer Jean Strauss         | 50'47"1 |